# خاک (روستا)
خاک (به ترکی آذربایجانی: Xok) یک منطقهٔ مسکونی در جمهوری آذربایجان است که در شهرستان کنگرلی واقع شده‌است. خاک ۴٬۹۰۴ نفر جمعیت دارد.